# Henrique Teixeira Lott
Henrique Batista Duffles Teixeira Lott (Antônio Carlos (Minas Gerais), 16 de noviembre de 1894-Río de Janeiro, 19 de mayo de 1984) fue un militar brasileño que alcanzó el grado de mariscal del ejército de Brasil.
Fue ministro de Guerra de los gobiernos de Café Filho, Nereu Ramos y Juscelino Kubitschek. Este último lo nominó candidato a la Presidencia en las elecciones de 1960, en las que resultó derrotado.